# Karin Kessler
Karin Kessler, nemška atletinja, * 25. april 1939, Hamburg, Nemčija.
Ni nastopila na poletnih olimpijskih igrah. Na evropskih dvoranskih prvenstvih je osvojila naslov prvakinje v teku na 800 m leta 1967.